# GP2 orosz nagydíj
A GP2 orosz nagydíjat 2014 óta rendezik meg a Sochi International Street Circuit versenypályán.

## Időmérőedzés nyertesek
| Év   | Pilóta            | Csapat         | Idő      | Körszám | Összefoglaló              |
| ---- | ----------------- | -------------- | -------- | ------- | ------------------------- |
| 2014 | Stoffel Vandoorne | ART Grand Prix | 1:45,402 | 13      | 2014-es GP2 orosz nagydíj |
| 2015 | Alex Lynn         | DAMS           | 2:01,840 | 11      | 2015-ös GP2 orosz nagydíj |

## Nyertesek
| Év   | Főverseny nyertese | Nyertes csapat     | Sprintverseny nyertese | Nyertes csapat    |
| ---- | ------------------ | ------------------ | ---------------------- | ----------------- |
| 2014 | Jolyon Palmer      | DAMS               | Marco Sørensen         | MP Motorsport     |
| 2015 | Alexander Rossi    | Racing Engineering | Richie Stanaway        | Status Grand Prix |

## Leggyorsabb körök
| Év   | Év            | Pilóta             | Csapat             | Időeredmény |
| ---- | ------------- | ------------------ | ------------------ | ----------- |
| 2014 | Főverseny     | Stoffel Vandoorne  | ART Grand Prix     | 1:46,407    |
| 2014 | Sprintverseny | Arthur Pic         | Campos Racing      | 1:47,277    |
| 2015 | Főverseny     | Stoffel Vandoorne  | ART Grand Prix     | 1:47,195    |
| 2015 | Sprintverseny | Nathanaël Berthona | Daiko Team Lazarus | 1:47,147    |

Megjegyzések:
- a: A pontot Pierre Gasly (francia, DAMS) kapta.

## Debütáló pilóták
| Év   | Pilóta        | Csapat |
| ---- | ------------- | ------ |
| 2015 | Dean Stoneman | Carlin |